# Зойфферт, Пауль Клеменс
Пауль Клеменс Зойфферт (нем. Paul Klemens Seuffert; 16 апреля 1860, Берлин — 3 августа 1896, Вюрцбург) — немецкий шахматист, мастер, участник двух конгрессов Германского шахматного союза.

## Спортивные результаты
| Год  | Город   | Соревнование                              | + | −  | = | Результат | Место |
| ---- | ------- | ----------------------------------------- | - | -- | - | --------- | ----- |
| 1887 | Берлин  | Турнир немецких шахматистов               |   |    |   |           | 1     |
| 1893 | Киль    | 8-й конгресс Германского шахматного союза | 3 | 2  | 3 | 4½ из 8   | 4—6   |
| 1894 | Лейпциг | 9-й конгресс Германского шахматного союза | 2 | 13 | 2 | 3 из 17   | 17    |